# 子干乡
子干乡，是中华人民共和国山西省忻州市原平市下辖的一个乡镇级行政单位。

## 行政区划
子干乡下辖以下地区：
子干村、东下庄村、张家庄村、停旨头村、坦庄村、东荣华村、西荣华村、南郭下村、东南贾村、西南贾村和蔡家岗村。